# هیدتو تاکاهاشی
هیدتو تاکاهاشی (به انگلیسی: Hideto Takahashi) بازیکن فوتبال اهل ژاپن و عضو تیم ملی فوتبال ژاپن است که در تاریخ ۲۳ مه ۲۰۱۲ میلادی اولین بازی ملی‌اش را انجام داد. او در ۴ بازی ملی حضور داشت و آخرین بازی ملی خود را در تاریخ ۱۴ نوامبر ۲۰۱۲ میلادی انجام داد. هیدتو تاکاهاشی در بازی‌های ملی‌اش
گلی به ثمر نرساند.